# Capsella
Capsella és un gènere de plantes amb flor dins la família de les brassicàcies. Comprèn 4 o 5 espècies, la majoria originàries de la regió mediterrània i de les terres veÏnes. Únicament el sarronet de pastor Capsella bursa-pastoris és autòctona a la vegetació dels Països Catalans

## Particularitats
Capsella és un gènere emparentat estretament amb els gèneres Arabidopsis, Neslia i Halimolobos.
Alguns autors recents atribueixen només tres espècies al gènere Capsella: Capsella bursa-pastoris, Capsella rubella i Capsella grandiflora.

## Taxonomia
- Capsella abscissa
- Capsella andreana
- Capsella australis
- Capsella austriaca
- Capsella bursa-pastoris - sarronets de pastor, bosses de pastor
- Capsella divaricata
- Capsella draboides
- Capsella gracilis
- Capsella humistrata
- Capsella hybrida
- Capsella hyrcana
- Capsella integrifolia
- Capsella lycia
- Capsella mexicana (syn. Bursa mexicana)
- Capsella pillosula
- Capsella pubens
- Capsella puberula
- Capsella rubella
- Capsella schaffneri (syn. Asta schaffneri)
- Capsella stellata
- Capsella tasmanica
- Capsella thomsoni
- Capsella thracica
- Capsella viguieri
- Capsella villosula